# Norwegian Magazine
Norwegian Magazine (N Magazine) est un magazine inflight édité par la compagnie aérienne norvégienne Norwegian pour être distribué gratuitement à bord de ses avions aux passagers pendant ses vols. Rédigé en anglais, il est édité de manière mensuelle.